# Печки (Архангельская область)
Печки — поселок в Холмогорском районе Архангельской области.

## География
Находится в центральной части Архангельской области на расстоянии приблизительно 17 км на юго-восток по прямой от административного центра района села Холмогоры на правом берегу реки Пинега.

## История
Отмечен был уже только на карте 1985 года. До 2022 года входил в Усть-Пинежское сельское поселение до его упразднения.

## Население
Численность населения: 279 человек (русские 90 %) в 2002 году, 201 в 2010.